# Bătălia de la Salamanca
Bătălia de la Salamanca de la data de 22 iulie 1812 s-a soldat cu o victorie importantă a trupelor anglo-portugheze sub conducerea lui Wellington contra trupelor franceze sub comanda mareșalului Auguste de Marmont. Ea a avut loc la sud de orașul Salamanca din Spania.

## Literatură
- North L. Beamish. History of the King´s German Legion. Naval & Military Press, Dallington, East Sussex 1997, ISBN 0-9522011-0-0 (2 Bde., Nachdruck der Ausgabe London 1832-37)
  - Dt. Ausgabe: Geschichte der Königlichen deutschen Legion. Verlag Barsdorf, Berlin 1906 (2 Bde.)
- Ian Fletcher: Salamanca 1812. Wellington crushes Marmont. Praeger, Westport, Conn. 2005, ISBN 0-275-98615-2.
- Michael Glover: Wellington‘s Peninsular Victories. The Windrush Press, Moreton-in Marsh 1996, ISBN 1-900624-01-X.
- Charles W. Oman: A History of the Peninsular War. Greeenhill Books, London 2004 (7 Bde.)
  - Bd. 5 October 1811 to 31 august 1812. Valencia, Ciudad Rodrigo, Bajadoz, Salamanca, Madrid. 2004.
- Julian Paget: Wellington‘s Peninsular War. Battles and battlefields. Pen & Sword Military, Barnsley 2005, ISBN 1-8441-5290-1 (Nachdruck der Ausgabe London 1996).
- Jac Weller: Wellington in the Peninsula. 1808-1814. Greenhill Books, London 1992, ISBN 1-85367-127-4.